# Nastasija Kinnunen

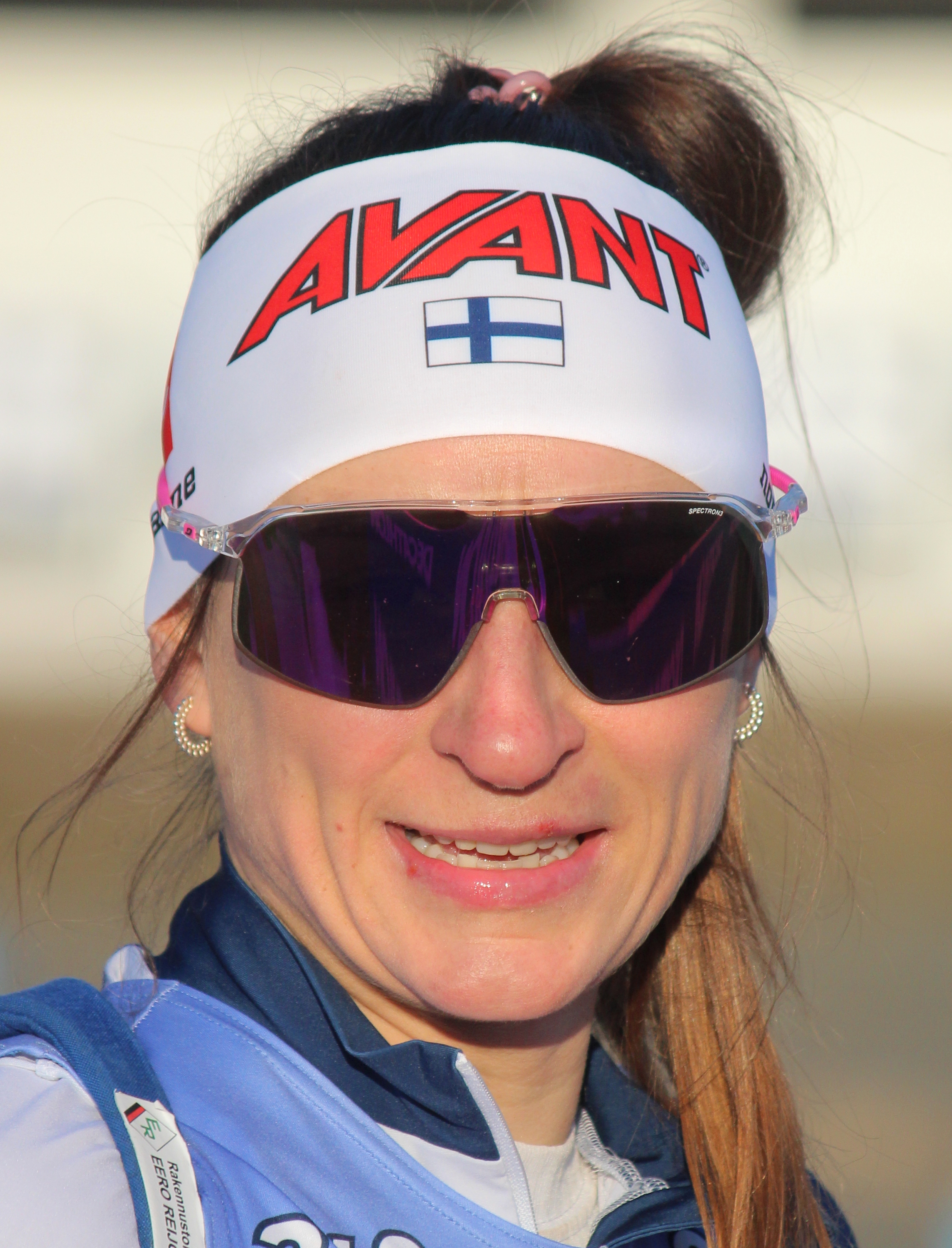
Nastasija Kinnunen år 2023.

Nastasija Kinnunen (född Dubarezava)(vitryska: Анастасія Дубарэзава, Anastasija Dubarezava; ryska: Анастасия Дуборезова, Anastasija Duborezova) född 14 mars 1985 i Haradok, Vitsebsks voblast, Vitryssland, är en finländsk-vitrysk skidskytt och tidigare längdåkerska.
Dubarezava började med skidskytte under säsongen 2010/2011 och hennes hittills bästa placering i en skidskyttetävling kom i österrikiska Hochfilzen säsongen 2011/2012 då hon slutade 10:a i sprinttävlingen.